# Pit-Fighter
Pit-Fighter è un videogioco arcade picchiaduro a incontri del 1990, sviluppato da Atari originariamente per sale giochi e in seguito sviluppato per parecchi sistemi casalinghi a 8 bit e 16 bit. Si tratta del primo picchiaduro dotato di grafica digitalizzata, che in seguito sarà sfruttata in titoli più celebri come Mortal Kombat e NBA Jam. Il gioco doveva uscire anche per Atari 7800, convertito da Imagitec Design, ma fu abbandonato.

## Modalità di gioco
Pit-Fighter è un picchiaduro a incontri, che possono essere giocati da soli (1 contro 1) oppure con altri due giocatori (fino a 3 contro 3). Dopo avere selezionato uno dei tre personaggi (Buzz, Ty o Kato), si affrontano avversari in sequenza; alla conclusione di ogni incontro i giocatori possono guadagnare dei bonus, a seconda della prestazione; ogni tre incontri c'è un Grudge Match, dove ci si scontra con il personaggio che si usa (un incontro allo specchio); prima dell'incontro finale, se si sta giocando insieme con un avversario umano, ci si scontra uno contro l'altro; il vincitore sfiderà il Lottatore Mascherato.
Durante gli incontri si possono utilizzare oggetti, spesso lanciati dal pubblico, contro l'avversario; c'è anche un potenziatore (power-up) chiamato power pill che permette di aumentare temporaneamente la forza del personaggi; Il pubblico può anche interferire con l'incontro lanciando coltelli.

## Personaggi
Personaggi selezionabili:
- Buzz

Grosso lottatore con un passato da wrestler professionista, è il personaggio fisicamente più potente tra quelli selezionabili; le sue tecniche caratteristiche sono il body slam, la testata e il piledriver.
- Ty

Campione di calciopugilato (kickboxing), fa dell'agilità la propria caratteristica principale; nel repertorio di mosse può vantare un calcio girato, un calcio rotante e un calcio volante.
- Kato

Cintura nera 3º Dan di arti marziali, è un lottatore molto veloce; tra le sue tecniche annovera una rapida combinazione di pugni, un calcio con capriola e un pugno girato.
Altri personaggi:
- Executioner
- Southside Jim
- C.C. Rider
- Angel
- Mad Miles
- Heavy Metal
- Chainman Eddie
- Masked Warrior

## Seguiti
Non ci sono seguiti ufficiali del gioco; tuttavia, nel 1992 Atari ha commercializzato un gioco tecnicamente simile, intitolato Guardians of the 'Hood: sebbene non sia un picchiaduro a incontri ma a scorrimento, presenta diverse somiglianze con Pit-Fighter;
un seguito intitolato Pit Fighter II era stato pianificato, ma mai distribuito: non doveva essere un seguito vero e proprio, bensì una versione migliorata per Sega Megadrive.

## Cast di Pit-Fighter
- Buzz: Bill Chase
- Ty: Marc Williams
- Kato: Glenn Fratticelli
- Executioner: John Aguire
- Southside Jim: James Thompson
- Chainman Eddie: Eddie Venancio
- Mad Miles: Miles McGowan
- Heavy Metal: Kim Rhodes
- C.C. Rider: Rich Vargas
- Angel: Angela Stellato
- Masked Warrior: Bill McAleenan
- Knife Woman: Dianne Bertucci
- Knife Man: Milt Loper
- Finale Women: Tina Scyrater, Maria Lenytzkyj